# Wellmanella
Wellmanella es un género de foraminífero bentónico de la subfamilia Miliolinellinae, de la familia Hauerinidae, de la superfamilia Milioloidea, del suborden Miliolina y del orden Miliolida. Su especie tipo es Wellmanella kaiata. Su rango cronoestratigráfico abarca el Eoceno superior.

## Clasificación
Wellmanella incluye a la siguiente especie:
- Wellmanella kaiata †